# Carlos Verona
Carlos Verona Quintanilla (* 4. listopadu 1992) je španělský profesionální silniční cyklista jezdící za UCI WorldTeam Lidl–Trek.

## Kariéra
Verona se narodil ve městě San Lorenzo de El Escorial. 30. července 2016 bylo oznámeno, že se Verona připojí k týmu Orica–BikeExchange po zbytek sezóny 2016 a sezóny 2017 a 2018. V červenci 2019 byl jmenován na startovní listině Tour de France 2019.
Své první kariérní vítězství získal Verona v roce 2022 v sedmé etapě závodu Critérium du Dauphiné. Na začátku etapy se zapojil do 29-členné skupiny a na posledním stoupání zaútočil a dojel si pro vítězství v etapě. Byl jediným závodníkem, který dokončil před lídrem závodu Primožem Rogličem.

## Hlavní výsledky
2009
Národní šampionát
3. místo silniční závod juniorů
2010
Národní šampionát
2. místo časovka juniorů
Vuelta a Besaya
5. místo celkově
2011
Tour des Pays de Savoie
6. místo celkobě
Vuelta a la Comunidad de Madrid Sub-23
7. místo celkově
Cinturó de l'Empordà
7. místo celkově
2012
Vuelta Ciclista a León
 vítěz vrchařské soutěže
Toscana-Terra di Ciclismo
9. místo celkově
2013
8. místo Japan Cup
2015
Vuelta a España
 cena bojovnosti po 10. etapě
2017
4. místo GP Miguel Indurain
Volta a Catalunya
8. místo celkově
2018
Kolem Baskicka
 vítěz vrchařské soutěže
Tour des Fjords
 vítěz vrchařské soutěže
2. místo GP Miguel Indurain
Tour of Guangxi
5. místo celkově
2019
5. místo GP Miguel Indurain
10. místo Gran Piemonte
2021
9. místo Mont Ventoux Dénivelé Challenge
2022
Critérium du Dauphiné
vítěz 7. etapy
UAE Tour
6. místo celkově
7. místo Mont Ventoux Dénivelé Challenge
2023
Kolem Ománu
10. místo celkově
10. místo Muscat Classic
2025
Giro d'Italia
vítěz 15.etapy: Fiume Veneto - Asiago

### Výsledky na Grand Tours
| Grand Tour      | 2014 | 2015 | 2016 | 2017 | 2018 | 2019 | 2020 | 2021 | 2022 | 2023 | 2024 |
| --------------- | ---- | ---- | ---- | ---- | ---- | ---- | ---- | ---- | ---- | ---- | ---- |
| Giro d'Italia   | —    | —    | 43   | 57   | —    | —    | —    | —    | —    | 49   | —    |
| Tour de France  | —    | —    | —    | —    | —    | 105  | 19   | 101  | 27   | —    | 24   |
| Vuelta a España | 66   | 29   | —    | 73   | —    | —    | 30   | DNF  | 35   | —    |      |

| —   | Nezúčastnil se |
| DNF | Nedokončil     |